# Asia's Next Top Model (mùa 10)
Asia's Next Top Model, Mùa 10 là mùa giải thứ mười của chương trình Asia's Next Top Model. Trong đó 14 các cô gái đến từ toàn bộ các nước châu Á cạnh tranh và họ đến từ các nước như Indonesia, Philippines, Malaysia, Singapore, Thái Lan, Nhật Bản, Hồng Kông, Ấn Độ ,Myanmar và Việt Nam. Chương trình được công chiếu bắt đầu từ ngày 6/7/2022, sau khi đại dịch COVID-19 dần dần ổn định phục hồi kinh tế  
Giải thưởng của mùa này là:  
- 1 hợp đồng người mẫu với Storm Model Management tại Luân Đôn
- Chụp ảnh bìa cho tạp chí Harper's Bazaar Singapore
- Ký hợp đồng làm gương mặt đại diện cho chiến dịch quảng cáo năm 2022 của Dolce&Gabbana
- Sở hữu 1 chiếc xe Subaru Forester 2022 đời mới

## Vòng sơ tuyển
Ở mùa 10, sẽ thực hiện vòng sơ tuyển Online do tính chất đại dịch COVID-19 , các công ty quản lý người mẫu của các thí sinh sẽ tuyển chọn đưa ra quyết định.
Ngoài ra ở vòng sơ tuyển Online, các thí sinh sẽ được chọn 1 trong 2 cuộc thi người mẫu do công ty truyền thông Refinery Media sắp tới sẽ sản xuất quảng bá mùa thứ 10 Asia's Next Top Model và mùa thứ 7 Supermodel Me, (dự kiến cuối năm 2022 hoặc giữa năm 2023 tổ chức) 

## Thí sinh
(Tính theo tuổi khi còn trong cuộc thi)
| Đại diện    | Thí sinh                 | Tuổi | Chiều cao              | Bị loại ở                       | Hạng                            |
| ----------- | ------------------------ | ---- | ---------------------- | ------------------------------- | ------------------------------- |
| Indonesia   | Jennifer Waston          | 20   | 1,76 m (5 ft 9+1⁄2 in) | Tập 1                           | 14-13                           |
| Myanmar     | Gabriela Lyn-Widjanarko  | 24   | 1,73 m (5 ft 8 in)     | Tập 1                           | 14-13                           |
| Ấn Độ       | Nansi Sandhu             | 23   | 1,71 m (5 ft 7+1⁄2 in) | Tập 2                           | 12                              |
| Đài Loan    | Maria Lee Yang           | 22   | 1,72 m (5 ft 7+1⁄2 in) | Tập 3                           | 11                              |
| Thái Lan    | Asha Choovichian         | 19   | 1,77 m (5 ft 9+1⁄2 in) | Tập 4                           | 10 (Bỏ cuộc)                    |
| Trung Quốc  | Xiao Yu Lee              | 18   | 1,68 m (5 ft 6 in)     | Tập 5                           | 9                               |
| Indonesia   | Rosy Campella            | 24   | 1,74 m (5 ft 8+1⁄2 in) | Tập 6                           | 8                               |
| Malaysia    | Leitita Sonarada         | 26   | 1,75 m (5 ft 9 in)     | Tập 7                           | 7                               |
| Việt Nam    | Jenny Pham               | 21   | 1,75 m (5 ft 9 in)     | Tập 8                           | 6                               |
| Hong Kong   | Chirstine Tiffany Harlow | 25   | 1,70 m (5 ft 7 in)     | Tập 9                           | 5                               |
| Nhật Bản    | Yoko Sakurada            | 19   | 1,73 m (5 ft 8 in)     | Tập 10                          | 4                               |
| Thái Lan    | Anna Wikkling            | 23   | 1,74 m (5 ft 8+1⁄2 in) | Vẫn còn tiếp tục trong cuộc thi | Vẫn còn tiếp tục trong cuộc thi |
| Singapore   | Lisa O'Madison           | 23   | 1,80 m (5 ft 11 in)    | Vẫn còn tiếp tục trong cuộc thi | Vẫn còn tiếp tục trong cuộc thi |
| Philippines | Emma St.Pendre           | 21   | 1,75 m (5 ft 9 in)     | Vẫn còn tiếp tục trong cuộc thi | Vẫn còn tiếp tục trong cuộc thi |

## Thứ tự gọi tên
| Thứ tự | Tập               | Tập       | Tập       | Tập          | Tập       | Tập       | Tập       | Tập       | Tập            | Tập       | Tập  | Tập |
| Thứ tự | 1                 | 2         | 3         | 4            | 5         | 6         | 7         | 8         | 8              | 9         | 10   | 12  |
| ------ | ----------------- | --------- | --------- | ------------ | --------- | --------- | --------- | --------- | -------------- | --------- | ---- | --- |
| 1      | Xiao Emma         | Yoko      | Leitita   | Chirstine    | Anna      | Jenny     | Yoko      | Anna      | Emma           | Emma      | Anna |     |
| 2      | Xiao Emma         | Anna      | Yoko      | Emma         | Yoko      | Lisa      | Chirstine | Yoko      | Yoko           | Lisa      | Emma |     |
| 3      | Yoko Leitita      | Chirstine | Anna      | Rosy         | Chirstine | Chirstine | Anna      | Lisa      | Lisa           | Yoko      | Lisa |     |
| 4      | Yoko Leitita      | Lisa      | Emma      | Yoko         | Emma      | Anna      | Emma      | Chirstine | Anna Chirstine | Anna      | Yoko |     |
| 5      | Anna Nansi        | Emma      | Rosy      | Xiao         | Jenny     | Yoko      | Lisa      | Chirstine | Anna Chirstine | Chirstine |      |     |
| 6      | Anna Nansi        | Leitita   | Lisa      | Lisa         | Lisa      | Emma      | Jenny     | Jenny     |                |           |      |     |
| 7      | Jenny Asha        | Xiao      | Asha      | Jenny        | Rosy      | Leitita   | Leitita   |           |                |           |      |     |
| 8      | Jenny Asha        | Jenny     | Jenny     | Leitita Anna | Leitita   | Rosy      |           |           |                |           |      |     |
| 9      | Maria Chirstine   | Rosy      | Chirstine | Leitita Anna | Xiao      |           |           |           |                |           |      |     |
| 10     | Maria Chirstine   | Asha      | Xiao      | Asha         |           |           |           |           |                |           |      |     |
| 11     | Lisa Rosy         | Maria     | Maria     |              |           |           |           |           |                |           |      |     |
| 12     | Lisa Rosy         | Nansi     |           |              |           |           |           |           |                |           |      |     |
| 13     | Jennifer Gabriela |           |           |              |           |           |           |           |                |           |      |     |
| 14     | Jennifer Gabriela |           |           |              |           |           |           |           |                |           |      |     |

     Thí sinh bị loại
     Thí sinh bị loại nhưng được cứu
     Cặp thí sinh được đánh giá ảnh đẹp nhất tuần trong buổi chụp ảnh đôi
     Thí sinh chiến thắng cuộc thi
     Thí sinh chiến thắng tuần
     Thí sinh bỏ cuộc thi

### Buổi chụp hình
- Tập 1: Vẻ đẹp tình yêu của Lesbian - LGBT (Chụp đôi)
- Tập 2: Tạo dáng giữa Bộ ba Subaru 2022 " Outback - Legacy- Forester  "
- Tập 3: Xoay chuyển hình thể với ngôi nhà úp ngược - Upside Down House
- Tập 4: Tạo hình búp bê bị hỏng
- Tập 5: Bối cảnh Tháp EIffel lãng mạn
- Tập 6: Promo Shoot - " New Arrival - New Generation" của Dolce&Gabbana
- Tập 7: Tạo dáng chuyển động trên máy bay trực thăng Zip Aviation tại New York (tiểu bang)
- Tập 8A: Tạo dáng bước đi trên thảm đỏ tại giải thưởng Grammy Award 2022 tại New York (tiểu bang)
- Tập 8B:Hiệu ứng Chuyển động Slow-motion tại giải thưởng Grammy Award 2022 tại New York (tiểu bang)
- Tập 9: Nữ Điệp Viên siêu tốc độ quảng bá buổi lễ ra mắt Subaru Legacy 2022
- Tập 10: Tạo dáng trên xích đu ngày lễ hội Valentine

| Tập | Thí sinh nguy hiểm | Thí sinh nguy hiểm | Thí sinh nguy hiểm | Thí sinh nguy hiểm | Thí sinh bị loại  |
| --- | ------------------ | ------------------ | ------------------ | ------------------ | ----------------- |
| 1   | Jennifer Gabriela  | Jennifer Gabriela  | &                  | Lisa Rosy          | Jennifer Gabriela |
| 2   | Maria              | &                  | &                  | Nansi              | Nansi             |
| 3   | Maria              | &                  | &                  | Xiao               | Maria             |
| 4   | Leitita            | &                  | &                  | Anna               | Asha              |
| 5   | Leitita            | &                  | &                  | Xiao               | Xiao              |
| 6   | Leitita            | &                  | &                  | Rosy               | Rosy              |
| 7   | Leitita            | &                  | &                  | Jenny              | Leitita           |
| 8   | Chirstine          | &                  | &                  | Jenny              | Jenny             |
| 8   | Anna               | &                  | &                  | Chirstine          | Không             |
| 9   | Anna               | &                  | &                  | Chirstine          | Chirstine         |
| 10  | Yoko               | &                  | &                  | Lisa               | Yoko              |

     Thí sinh bị loại lần đầu xếp top nguy hiểm
     Thí sinh bị loại khi xếp top nguy hiểm lần 2
     Thí sinh bị loại khi xếp top nguy hiểm lần 3
     Thí sinh bị loại khi xếp top nguy hiểm lần 4
     Thí sinh bị loại và xếp vị trí Á quân
     Thí sinh bỏ cuộc thi